# Siewiec
Siewiec – dawna kolonia na Białorusi, w obwodzie brzeskim, w rejonie prużańskim, w sielsowiecie Suchopol.
W latach 1921–1939 należała do gminy Suchopol.
Według Powszechnego Spisu Ludności z 1921 roku kolonię zamieszkiwało 65 osób, w tym 4 były wyznania rzymskokatolickiego a 61 prawosławnego. Jednocześnie 4 osoby zadeklarowały polską  przynależność narodową a 61 białoruską. Było tu 9 budynków mieszkalnych.